# Fraisse-Cabardès

Fraisse-Cabardès este o comună în departamentul Aude din sudul Franței. În 1 ianuarie 2022 avea o populație de 104 de locuitori.